# Alnus subcordata
Alnus subcordata — вид квіткових рослин з родини березових. Поширення: Азербайджан, Іран.

## Біоморфологічна характеристика

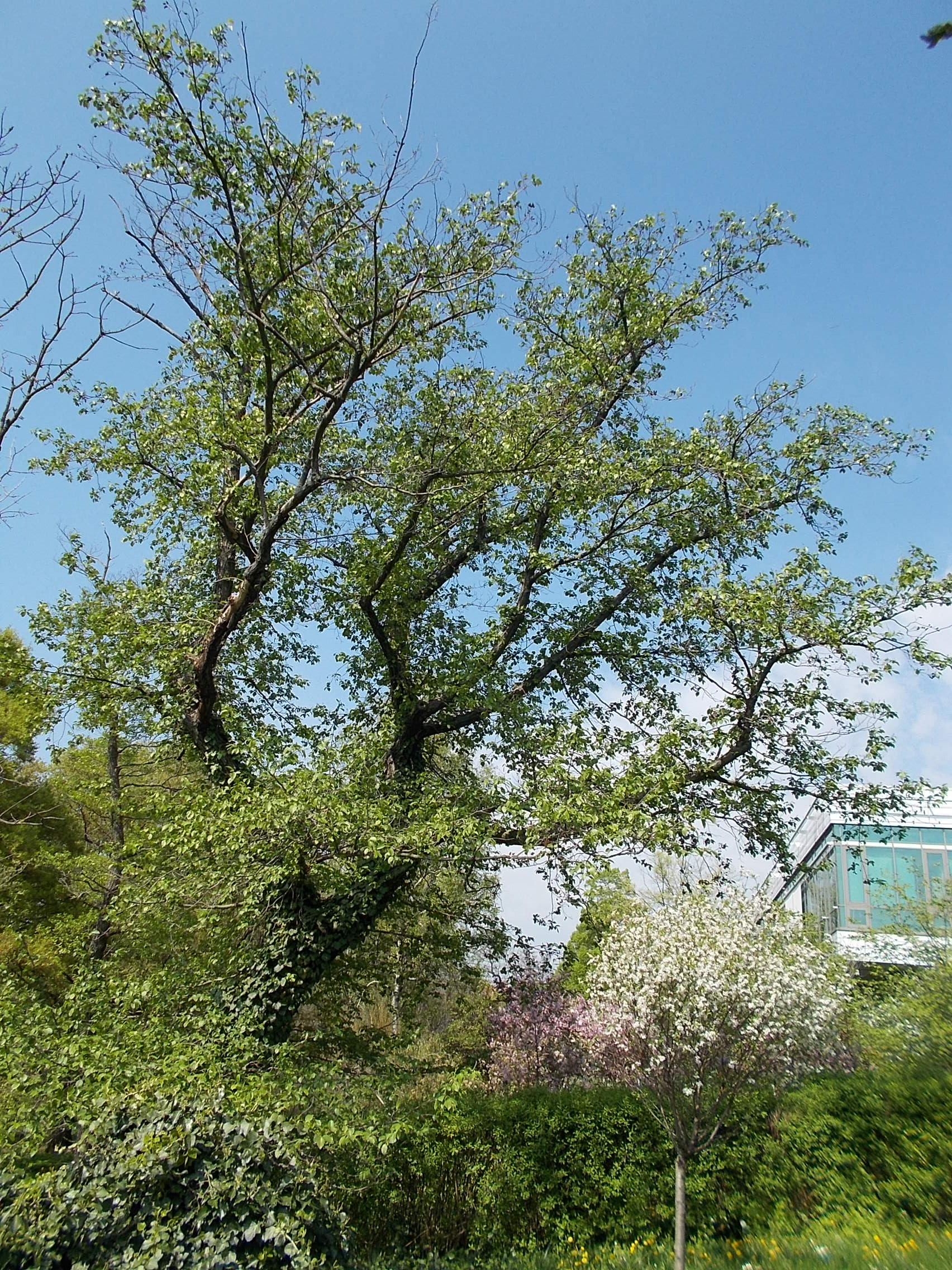

Дерево до 30 м; крона овальна з розкидистими гілками. Кора сіра, сіро-коричнева, груба, іноді жолобчаста. Гілочки сріблясто-сіро-зелені, ворсинчасті та товсті до кутастих біля верхівки. Листя овально-еліптичне, 7.5–17 × 3.5–9 см, верхівка від гострої до тупої, основа тупа, усічена, субсердоподібна, пластина зверху темно-зелена, злегка блискуча, гола, знизу яскраво-зелена, матова, гола, крім ворсинчастої вздовж жилок та у волохатих домаціях, краї дрібно-пилчасті до часточкових, зубці щільніше скупчені та грубіші до верхівки, 9–12 пар субсупротивних бічних жилок; ніжка листка 2–3.5 см, потовщена біля основи, зелена, від голої до запушеної. Тичинкові сережки в кінцевих суцвіттях по 3–5, звисають, 20–60 × 5–6 мм у бруньці, під час цвітіння звисають до 160 мм завдовжки. Маточкові суцвіття розташовані нижче чоловічих, зібрані в суцвіття по 1–4, 6–7 × 2–3 мм, майже прямовисні, еліптичні, утворюються восени. Плід яйцеподібно-еліптичний, 25–35 × 15–17 мм, напівпрямовисний, від темно-коричневого до чорного; приквітки дерев'янисті, 5 × 6 мм.

## Середовище
Зростає на висотах від 20 до 1800 метрів. Зустрічається у змішаних вологих лісах або як піонерний вид на голих порушених ґрунтах після повеней чи зсувів. Часто зустрічається у водно-болотних угіддях, вздовж струмків та річок, а також на дні долин та рівнин. Має добру схожість.

## Використання
Деревина цього виду використовується у виробництві паперу. Розглядається можливість активного заліснення A. subcordata для відновлення деградованих, заболочених лісових ділянок.